# Волжский подуст
Волжский подуст (лат. Chondrostoma variabile) — вид пресноводных рыб из семейства карповых.

## Описание
Длина тела до 35 см, обычно 15—20 см, масса до 400 г. Продолжительность жизни около 8 лет. Тело уплощённое, несколько сплюснуто с боков. Голова небольшая, конической формы. Рыло удлинённое, на конце тупое. Спина серого цвета, бока и брюхо светлые. Хвостовой и спинной плавники серого цвета, последний на основании иногда желтоватый или розоватый. Грудные, брюшные, анальный и нижняя лопасть хвостового плавника часто красноватые.

## Ареал
Бассейн рек Дон, Волга, Урал, Эмба. На Украине встречается только в бассейне Северского Донца.

## Биология
Пресноводная стайная придонная жилая рыба. Ведёт придонный образ жизни, держится небольшими стаями. Изредка встречается в малых реках, старицах и водохранилищах. Половой зрелости достигает в возрасте двух лет при длине тела более 14 см. Размножение с конца апреля — начала мая. Икра клейкая, откладывается за один раз в местах с заметным течением и каменистым или галечно-каменистым грунтом на глубине 0,2—1,2 м. При температуре воды 15—16 °С личинки выходят из икры через 9—10 суток после её оплодотворения. Молодь питается мелкими организмами планктона, а также низшими водорослями. Взрослые особи питаются чаще перифитоном, соскабливая с субстрата наросты растительного и животного происхождения.

## Охрана
Вид включён в Красную книгу Украины (2009).